# Saydou Bangura
Mamadou Saydou Bangura (Kerkrade, 5. siječnja 2003.) je nizozemsko-gvinejski nogometaš, koji igra na poziciji napadača. Trenutačno igra za Istru 1961.

## Klupska karijera
Bangura je nogometni put započeo kroz omladinske akademije Fortune Sittard, Alemannije Aachen i 1. FC Kaiserslauterna. U sezoni 2021./22. odigrao je nekoliko utakmica za drugu momčad Kaiserslauterna u Oberligi Rheinland-Pfalz/Saar.
Sredinom 2022. godine, Bangura je potpisao za nizozemski klub Roda JC Kerkrade. Nakon godinu dana s omladinskom momčadi, debitirao je 11. kolovoza 2023. protiv Helmond Sporta (4:1). Ušao je sa klupe kao zamjena u 63. minuti i postigao pogodak za 3:1 u 86. minuti. Dva tjedna nakon debija potpisao je svoj prvi profesionalni ugovor.
Dana 3. srpnja 2025. godine, Bangura je potpisao trogodišnji ugovor sa hrvatskim prvoligašem Istrom iz Pule. Prvi nastup u dresu Istre, upisao je 3. kolovoza 2025., u ligaškom porazu (2:1) od Hajduka. Samo šest dana kasnije, Bangura je upisao svoj prvi ligaški pogodak u utakmici protiv Lokomotive (2:2).

## Vanjske poveznice
- Profil, Soccerway (engl.)
- Profil, Transfermarkt (engl.)